# Tournoi de Dubaï de rugby à sept 2003
Navigation
2002 2004
Le Tournoi de Dubaï de rugby à sept 2003 (anglais : Dubai rugby sevens 2003) est la 1re étape la saison 2003-2004 du IRB Sevens World Series. Elle se déroule les 04 et 5 décembre 2003 au Dubai Exiles Rugby Ground à Dubai.
La victoire finale revient à l'équipe Afrique du Sud, battant en finale l'équipe Nouvelle-Zélande sur le score de 33 à 26.

## Équipes participantes
Seize équipes participent au tournoi :
- Afrique du Sud
- Angleterre
- Argentine
- Australie
- Canada
- Fidji
- France
- Kenya
- Maroc
- Nouvelle-Zélande
- Ouganda
- Pays du Golfe
- Samoa
- Sri Lanka
- Zambie
- Zimbabwe

## Phase de poules

### Poule A
| Rang | Pays       | J | V | N | D | Pm  | Pe  | Diff | Pts |
| ---- | ---------- | - | - | - | - | --- | --- | ---- | --- |
| 1    | Angleterre | 3 | 3 | 0 | 0 | 160 | 0   | +160 | 9   |
| 2    | France     | 3 | 2 | 0 | 1 | 77  | 54  | +23  | 7   |
| 3    | Maroc      | 3 | 1 | 0 | 2 | 26  | 87  | -61  | 5   |
| 4    | Sri Lanka  | 3 | 0 | 0 | 3 | 14  | 136 | -122 | 3   |

|  | Angleterre | 40 - 0 | France | Dubai Exiles Rugby Ground, Dubai |
|  |            |        |        | Dubai Exiles Rugby Ground, Dubai |
|  |            |        |        | Dubai Exiles Rugby Ground, Dubai |

|  | Maroc | 19 - 7 | Sri Lanka | Dubai Exiles Rugby Ground, Dubai |
|  |       |        |           | Dubai Exiles Rugby Ground, Dubai |
|  |       |        |           | Dubai Exiles Rugby Ground, Dubai |

|  | France | 35 - 7 | Maroc | Dubai Exiles Rugby Ground, Dubai |
|  |        |        |       | Dubai Exiles Rugby Ground, Dubai |
|  |        |        |       | Dubai Exiles Rugby Ground, Dubai |

|  | Angleterre | 75 - 0 | Sri Lanka | Dubai Exiles Rugby Ground, Dubai |
|  |            |        |           | Dubai Exiles Rugby Ground, Dubai |
|  |            |        |           | Dubai Exiles Rugby Ground, Dubai |

|  | France | 42 - 7 | Sri Lanka | Dubai Exiles Rugby Ground, Dubai |
|  |        |        |           | Dubai Exiles Rugby Ground, Dubai |
|  |        |        |           | Dubai Exiles Rugby Ground, Dubai |

|  | Angleterre | 45 - 0 | Maroc | Dubai Exiles Rugby Ground, Dubai |
|  |            |        |       | Dubai Exiles Rugby Ground, Dubai |
|  |            |        |       | Dubai Exiles Rugby Ground, Dubai |

### Poule B
| Rang | Pays             | J | V | N | D | Pm  | Pe | Diff | Pts |
| ---- | ---------------- | - | - | - | - | --- | -- | ---- | --- |
| 1    | Nouvelle-Zélande | 3 | 3 | 0 | 0 | 105 | 21 | +84  | 9   |
| 2    | Argentine        | 3 | 2 | 0 | 1 | 48  | 40 | +8   | 7   |
| 3    | Ouganda          | 3 | 1 | 0 | 2 | 31  | 55 | -24  | 5   |
| 4    | Pays du Golfe    | 3 | 0 | 0 | 3 | 24  | 92 | -68  | 3   |

|  | Nouvelle-Zélande | 46 - 7 | Pays du Golfe | Dubai Exiles Rugby Ground, Dubai |
|  |                  |        |               | Dubai Exiles Rugby Ground, Dubai |
|  |                  |        |               | Dubai Exiles Rugby Ground, Dubai |

|  | Nouvelle-Zélande | 28 - 14 | Argentine | Dubai Exiles Rugby Ground, Dubai |
|  |                  |         |           | Dubai Exiles Rugby Ground, Dubai |
|  |                  |         |           | Dubai Exiles Rugby Ground, Dubai |

|  | Ouganda | 24 - 12 | Pays du Golfe | Dubai Exiles Rugby Ground, Dubai |
|  |         |         |               | Dubai Exiles Rugby Ground, Dubai |
|  |         |         |               | Dubai Exiles Rugby Ground, Dubai |

|  | Argentine | 12 - 7 | Ouganda | Dubai Exiles Rugby Ground, Dubai |
|  |           |        |         | Dubai Exiles Rugby Ground, Dubai |
|  |           |        |         | Dubai Exiles Rugby Ground, Dubai |

|  | Argentine | 22 - 5 | Pays du Golfe | Dubai Exiles Rugby Ground, Dubai |
|  |           |        |               | Dubai Exiles Rugby Ground, Dubai |
|  |           |        |               | Dubai Exiles Rugby Ground, Dubai |

|  | Nouvelle-Zélande | 31 - 0 | Ouganda | Dubai Exiles Rugby Ground, Dubai |
|  |                  |        |         | Dubai Exiles Rugby Ground, Dubai |
|  |                  |        |         | Dubai Exiles Rugby Ground, Dubai |

### Poule C
| Rang | Pays     | J | V | N | D | Pm | Pe  | Diff | Pts |
| ---- | -------- | - | - | - | - | -- | --- | ---- | --- |
| 1    | Samoa    | 3 | 3 | 0 | 0 | 73 | 12  | +61  | 9   |
| 2    | Fidji    | 3 | 2 | 0 | 1 | 78 | 26  | +52  | 7   |
| 3    | Canada   | 3 | 1 | 0 | 2 | 49 | 55  | -6   | 5   |
| 4    | Zimbabwe | 3 | 0 | 0 | 3 | 7  | 114 | -107 | 3   |

|  | Samoa | 12 - 5 | Fidji | Dubai Exiles Rugby Ground, Dubai |
|  |       |        |       | Dubai Exiles Rugby Ground, Dubai |
|  |       |        |       | Dubai Exiles Rugby Ground, Dubai |

|  | Canada | 28 - 7 | Zimbabwe | Dubai Exiles Rugby Ground, Dubai |
|  |        |        |          | Dubai Exiles Rugby Ground, Dubai |
|  |        |        |          | Dubai Exiles Rugby Ground, Dubai |

|  | Samoa | 22 - 7 | Canada | Dubai Exiles Rugby Ground, Dubai |
|  |       |        |        | Dubai Exiles Rugby Ground, Dubai |
|  |       |        |        | Dubai Exiles Rugby Ground, Dubai |

|  | Fidji | 47 - 0 | Zimbabwe | Dubai Exiles Rugby Ground, Dubai |
|  |       |        |          | Dubai Exiles Rugby Ground, Dubai |
|  |       |        |          | Dubai Exiles Rugby Ground, Dubai |

|  | Samoa | 39 - 0 | Zimbabwe | Dubai Exiles Rugby Ground, Dubai |
|  |       |        |          | Dubai Exiles Rugby Ground, Dubai |
|  |       |        |          | Dubai Exiles Rugby Ground, Dubai |

|  | Fidji | 26 - 14 | Canada | Dubai Exiles Rugby Ground, Dubai |
|  |       |         |        | Dubai Exiles Rugby Ground, Dubai |
|  |       |         |        | Dubai Exiles Rugby Ground, Dubai |

### Poule D
| Rang | Pays           | J | V | N | D | Pm  | Pe | Diff | Pts |
| ---- | -------------- | - | - | - | - | --- | -- | ---- | --- |
| 1    | Afrique du Sud | 3 | 3 | 0 | 0 | 114 | 17 | +97  | 9   |
| 2    | Australie      | 3 | 2 | 0 | 1 | 41  | 58 | -17  | 7   |
| 3    | Kenya          | 3 | 1 | 0 | 2 | 60  | 74 | -14  | 5   |
| 4    | Zambie         | 3 | 0 | 0 | 3 | 24  | 90 | -66  | 3   |

|  | Afrique du Sud | 31 - 7 | Australie | Dubai Exiles Rugby Ground, Dubai |
|  |                |        |           | Dubai Exiles Rugby Ground, Dubai |
|  |                |        |           | Dubai Exiles Rugby Ground, Dubai |

|  | Kenya | 33 - 14 | Zambie | Dubai Exiles Rugby Ground, Dubai |
|  |       |         |        | Dubai Exiles Rugby Ground, Dubai |
|  |       |         |        | Dubai Exiles Rugby Ground, Dubai |

|  | Australie | 22 - 17 | Kenya | Dubai Exiles Rugby Ground, Dubai |
|  |           |         |       | Dubai Exiles Rugby Ground, Dubai |
|  |           |         |       | Dubai Exiles Rugby Ground, Dubai |

|  | Afrique du Sud | 45 - 0 | Zambie | Dubai Exiles Rugby Ground, Dubai |
|  |                |        |        | Dubai Exiles Rugby Ground, Dubai |
|  |                |        |        | Dubai Exiles Rugby Ground, Dubai |

|  | Australie | 12 - 10 | Zambie | Dubai Exiles Rugby Ground, Dubai |
|  |           |         |        | Dubai Exiles Rugby Ground, Dubai |
|  |           |         |        | Dubai Exiles Rugby Ground, Dubai |

|  | Afrique du Sud | 38 - 10 | Kenya | Dubai Exiles Rugby Ground, Dubai |
|  |                |         |       | Dubai Exiles Rugby Ground, Dubai |
|  |                |         |       | Dubai Exiles Rugby Ground, Dubai |

## Phase finale
Résultats de la phase finale

### Tournois principaux

#### Cup
|  | Quarts de finale | Quarts de finale |                  |    | Demi-finales | Demi-finales |  |  | Finale | Finale |
|  | Quarts de finale | Quarts de finale |                  |    | Demi-finales | Demi-finales |  |  | Finale | Finale |
|  |                  |                  |                  |    |              |              |  |  |        |        |
|  |                  |                  |                  |    |              |              |  |  |        |        |
|  |                  |                  |                  |    |              |              |  |  |        |        |
|  | Afrique du Sud   | 19               |                  |    |              |              |  |  |        |        |
|  | Afrique du Sud   | 19               |                  |    |              |              |  |  |        |        |
|  | Fidji            | 17               |                  |    |              |              |  |  |        |        |
|  | Fidji            | 17               | Afrique du Sud   | 13 |              |              |  |  |        |        |
|  |                  |                  | Afrique du Sud   | 13 |              |              |  |  |        |        |
|  |                  | Angleterre       | 12               |    |              |              |  |  |        |        |
|  | Angleterre       | Angleterre       | 12               | 14 |              |              |  |  |        |        |
|  | Angleterre       |                  |                  | 14 |              |              |  |  |        |        |
|  | Argentine        | 5                |                  |    |              |              |  |  |        |        |
|  | Argentine        | 5                | Afrique du Sud   | 33 |              |              |  |  |        |        |
|  |                  |                  | Afrique du Sud   | 33 |              |              |  |  |        |        |
|  |                  | Nouvelle-Zélande | 26               |    |              |              |  |  |        |        |
|  | Nouvelle-Zélande | Nouvelle-Zélande | 26               | 15 |              |              |  |  |        |        |
|  | Nouvelle-Zélande |                  |                  | 15 |              |              |  |  |        |        |
|  | France           | 10               |                  |    |              |              |  |  |        |        |
|  | France           | 10               | Nouvelle-Zélande | 33 |              |              |  |  |        |        |
|  |                  |                  | Nouvelle-Zélande | 33 |              |              |  |  |        |        |
|  |                  | Samoa            | 0                |    |              |              |  |  |        |        |
|  | Samoa            | Samoa            | 0                | 14 |              |              |  |  |        |        |
|  | Samoa            |                  |                  | 14 |              |              |  |  |        |        |
|  | Australie        | 10               |                  |    |              |              |  |  |        |        |
|  | Australie        | 10               |                  |    |              |              |  |  |        |        |

#### Bowl
|  | Quarts de finale | Quarts de finale |        |    | Demi-finales | Demi-finales |  |  | Finale | Finale |
|  | Quarts de finale | Quarts de finale |        |    | Demi-finales | Demi-finales |  |  | Finale | Finale |
|  |                  |                  |        |    |              |              |  |  |        |        |
|  |                  |                  |        |    |              |              |  |  |        |        |
|  |                  |                  |        |    |              |              |  |  |        |        |
|  | Canada           | 27               |        |    |              |              |  |  |        |        |
|  | Canada           | 27               |        |    |              |              |  |  |        |        |
|  | Zambie           | 12               |        |    |              |              |  |  |        |        |
|  | Zambie           | 12               | Canada | 36 |              |              |  |  |        |        |
|  |                  |                  | Canada | 36 |              |              |  |  |        |        |
|  |                  | Ouganda          | 5      |    |              |              |  |  |        |        |
|  | Ouganda          | Ouganda          | 5      | 43 |              |              |  |  |        |        |
|  | Ouganda          |                  |        | 43 |              |              |  |  |        |        |
|  | Sri Lanka        | 14               |        |    |              |              |  |  |        |        |
|  | Sri Lanka        | 14               | Canada | 21 |              |              |  |  |        |        |
|  |                  |                  | Canada | 21 |              |              |  |  |        |        |
|  |                  | Kenya            | 12     |    |              |              |  |  |        |        |
|  | Kenya            | Kenya            | 12     | 36 |              |              |  |  |        |        |
|  | Kenya            |                  |        | 36 |              |              |  |  |        |        |
|  | Zimbabwe         | 14               |        |    |              |              |  |  |        |        |
|  | Zimbabwe         | 14               | Kenya  | 19 |              |              |  |  |        |        |
|  |                  |                  | Kenya  | 19 |              |              |  |  |        |        |
|  |                  | Maroc            | 17     |    |              |              |  |  |        |        |
|  | Maroc            | Maroc            | 17     | 43 |              |              |  |  |        |        |
|  | Maroc            |                  |        | 43 |              |              |  |  |        |        |
|  | Pays du Golfe    | 12               |        |    |              |              |  |  |        |        |
|  | Pays du Golfe    | 12               |        |    |              |              |  |  |        |        |

### Matchs de classement

#### Plate
|  | Demi-finales | Demi-finales |           |    | Finale | Finale |
|  | Demi-finales | Demi-finales |           |    | Finale | Finale |
|  |              |              |           |    |        |        |
|  |              |              |           |    |        |        |
|  |              |              |           |    |        |        |
|  | Argentine    | 21           |           |    |        |        |
|  | Argentine    | 21           |           |    |        |        |
|  | Fidji        | 10           |           |    |        |        |
|  | Fidji        | 10           | Argentine | 40 |        |        |
|  |              |              | Argentine | 40 |        |        |
|  |              | Australie    | 10        |    |        |        |
|  | Australie    | Australie    | 10        | 19 |        |        |
|  | Australie    |              |           | 19 |        |        |
|  | France       | 7            |           |    |        |        |
|  | France       | 7            |           |    |        |        |

#### Shield
|  | Demi-finales  | Demi-finales  |        |    | Finale | Finale |
|  | Demi-finales  | Demi-finales  |        |    | Finale | Finale |
|  |               |               |        |    |        |        |
|  |               |               |        |    |        |        |
|  |               |               |        |    |        |        |
|  | Zambie        | 17            |        |    |        |        |
|  | Zambie        | 17            |        |    |        |        |
|  | Sri Lanka     | 12            |        |    |        |        |
|  | Sri Lanka     | 12            | Zambie | 59 |        |        |
|  |               |               | Zambie | 59 |        |        |
|  |               | Pays du Golfe | 26     |    |        |        |
|  | Pays du Golfe | Pays du Golfe | 26     | 17 |        |        |
|  | Pays du Golfe |               |        | 17 |        |        |
|  | Zimbabwe      | 12            |        |    |        |        |
|  | Zimbabwe      | 12            |        |    |        |        |

## Bilan
Statistiques sportives
- Meilleur marqueur du tournoi :
- Meilleur réalisateur du tournoi :

Affluences